# Dunes d'Écault

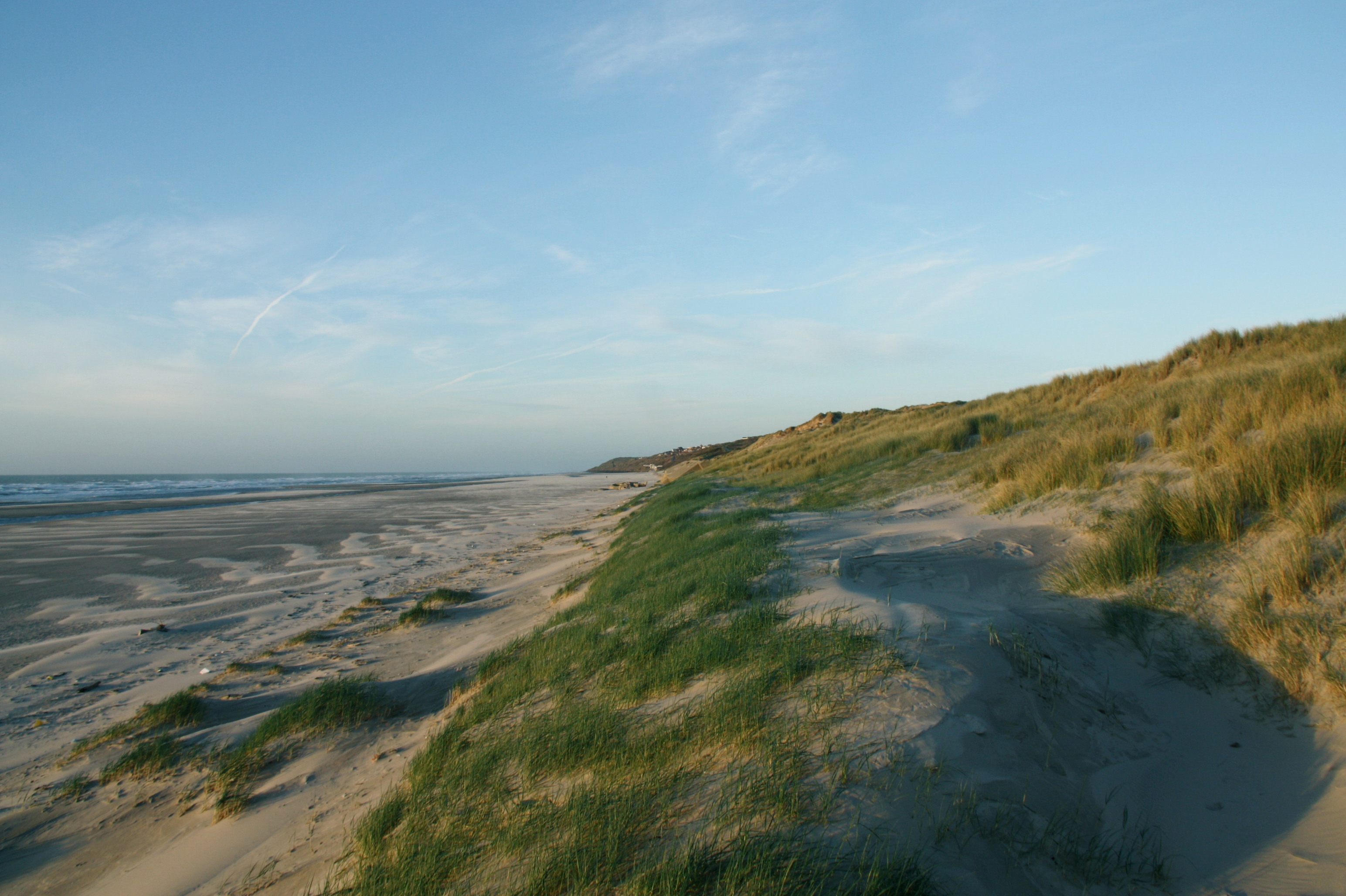
Dunes d'Écault

De Dunes d'Écault is een natuurgebied in de tot het departement Pas-de-Calais behorende gemeente Saint-Étienne-au-Mont.
Het is een duingebied van 162 ha met hoogten tot 90 meter. Het sluit aan bij het Forêt d'Écault, dat verder landinwaarts ligt. De kust maakt onderdeel uit van de Opaalkust.
Dit duin is eind 17e eeuw ontstaan, toen grote zandverplaatsingen plaats vonden. In het duin zijn getuigenissen uit de Tweede Wereldoorlog te vinden in de vorm van bunkers.
Tot de fauna behoren een aantal soorten die in deze streken weinig voorkomen, zoals vliegende herten, mierenleeuwen en driehoornmestkevers. Voorts de blauwvleugelsprinkhaan en de boomleeuwerik.
Waar de duinwand op het zuiden gericht staat vindt men zuidelijke plantensoorten als Blauwe honingbes (Lonicera caerulea), welriekende salomonszegel en wilde hokjespeul.